# Kunstliefde (Brugge)
Kunstliefde was een negentiende-eeuwse culturele vereniging in Brugge.

## Geschiedenis
In het eerste kwart van de negentiende eeuw vond men in Brugge als culturele verenigingen in de volkstaal, onder meer de rederijkerskamer van de Weerde Drie Santinnen, de kamer van Rhetorica van het Heilig Kruis, de vereniging Kunst en Eendracht, de vereniging Yver en Broedermin.
Kunstliefde werd in 1841 gesticht, als een afscheuring door enkele jongere leden van Yver en Broedermin. Op zondag 5 september 1841 werd de vereniging officieel voorgesteld. De centrale figuur was Petrus Deny (1807-1858), toneelschrijver, krantenuitgever, actief in volksmaatschappijen en politiek agitator. Hij vormde de kern van het bestuur, als ondervoorzitter, samen met andere afgescheurde leden van Yver en Broedermin, zoals Johan Stadsbader (1804-1854) als toneeldirecteur en J. Cools als secretaris-penningmeester.
Bij de inhuldiging was het ondervoorzitter Deny die de vereniging en haar doelstellingen voorstelde. Pas in 1842 vond de vereniging een passende voorzitter in de persoon van de dertigjarige Karel Jozef Serweytens (1812-1864), die het zou blijven tot in 1851. Hij kon doorgaan als een witte raaf: lid van een van de Brugse notabele families en tegelijk volksvriend en Vlaamsgezind.
De vereniging mengde zich in de hoogoplopende discussies over de Nederlandse spelling. Kunstliefde koos resoluut voor de uit Nederland overgekomen spelling, de zogenaamde Commissiespelling en tegen het taalparticularisme.

## Toneel
Onder de leiding van toneelmeester Johan Stadsbader, nam de toneelafdeling direct een dynamische start. De in Harelbeke geboren Stadsbader genoot een uitstekende reputatie. Binnen Kunstliefde regisseerde hij talrijke toneelstukken, waarin hij ook vaak de hoofdrol vertolkte. De afdeling telde weldra meer dan vijftig leden, die hij opleidde tot declameren en toneelspelen.
Hij richtte ook een koor op dat bij toneelstukken de passende zang moest laten horen. De dirigent was Jan Valckenaere en dit koor lag aan de basis van het Brugs Stedelijk Conservatorium.

## Literaire werking
De letterkundige afdeling begon met zich te laten kennen door gevestigde literatoren uit te nodigen om briefwisselend lid te worden. Een zestigtal onder hen antwoordden positief, met inbegrip van Jan Frans Willems, Hendrik Conscience en Prudens van Duyse.

## Publicatie
In het eerste jaar van zijn bestaan publiceerde Kunstliefde een tijdschrift onder de naam Kunstliefdes Bijdragen. De bedoeling hiervan was hoofdzakelijk om literair werd van eigen leden te publiceren. De bedoeling om er een regelmatige publicatie van te maken, werd niet gerealiseerd. Het bleef bij die enige uitgave in 1842.
De voornaamste auteurs van artikels die verschenen waren van Pieter Deny (6 bijdragen), J. Dhondt (5 bijdragen), J. Cools (4 bijdragen). Verder nog artikels door Prudens van Duyse, Johanna Courtmans-Berchmans en heel wat anoniemen.

## Het einde
Na jaren van bloei kregen zowel Yver en Broedermin als Kunstliefde het moeilijker. Hun ouder wordend ledenbestand maakte dat beide verenigingen concurrentie ondervonden van nieuwe verenigingen, zoals De Vlaamsche Broederbond (1862) en wat later ideologisch geïnspireerde katholieke, liberale en socialistische verenigingen. Yver en Broedermin hield ermee op in 1884 en Kunstliefde in 1887.